# ネクログ
『ネクログ』は、熊倉隆敏による漫画。『月刊アフタヌーン』（講談社）において、2010年11月号から2012年12月号まで連載された。全4巻。
舞台設定は中華民国初期の中国（2巻巻末での作者コメントより）。

## あらすじ
フリーライターの宋玉生（ソン・ユーシェン）は正体不明の道士・胡才良（フー・ツァイリャン）に弟子入りして怪しげな話題を漁り、情報を集めていた。
彼の目的はただひとつ、胡の操る僵尸（チィアンシー、キョンシー）にされた幼馴染・薛（シュエ）を生き返らせること。だが、そのためには胡に施された力の封禁を解かなければならず、胡が冥吏と取り交わした「鬼録（寿命の控え、俗に言う閻魔帳）の修正」を手伝わなければならない。
走無常としての仕事をこなしつつ、胡は鬼録の紛失に依頼者の匡のみならず、冥府の女神である碧霞元君も関わっていることを突き止める。

## 登場人物

### 主要人物
宋玉生（ソン・ユーシェン）
新聞・出版社に出入りして記事を書くフリーライターの青年。少年時代に慕っていた姐・薛（シュエ）が胡の操る僵尸（チィアンシー）になっていたことから、蘇生させる秘術・「反魂法」を行うために胡に弟子入りし、理不尽な修行を仕込まれながら情報収集などを行う。
基本的に凡人で、胡や菅の言動・行動についていけないことが多い。だが薛に対しての想いの深さだけは大したものと認められている。最終的に薛の蘇生を成し遂げるが、それが全て自分のわがままでしかないことを知る。
胡才良（フー・ツァイリャン）
正体不明の道士。道士と言っても仙人の一歩手前くらいの力を持っているらしい。かつて仙界で問題を起こしたらしく力を封禁する首輪を付けられており、本人には原因を含めた前後の記憶がない。「走無常（ツォウウチャン）｣と呼ばれる冥府から依頼を受け鬼録から外れた存在を狩って回る仕事をしている。報酬は任務達成の後、封禁を外すこと。かつて太上老君に仕えていた時期があり、その際に手に入れた八卦炉を右手に仕込み、対象となる存在その物を「丹」に変えて喰っている。
短身痩躯、三白眼の小男だが、後述の菅と同じく見た目の姿はその時の気分で変えているらしく、以前は女の姿だったり人外だったりしたらしい。干との術比べの最中にイヌ科らしき正体を現わしかけた。その正体は数多くの命を奪った凶獣・天狗（ティエンゴウ）であり、老君によって一時的に封禁が解かれたことで記憶を取り戻した。元来、ひたすら長生のみを求めて存在し続ける仙道を嫌悪しており、仙界そのものの在り方を変えていくことを決意する。
白杏（パイシン）
胡の操る女僵尸（ニユチィアンシー）。死亡直後に術を施されたこともあるが、僵尸としては「極上品」と言っても良い出来で左道に傾倒する道士（その中には胡の標的も存在する）を引き寄せる餌ともなる。普段はにこやかな笑みを浮かべているが、胡の制御がゆるむと暴走しやすくその有様は宋を嘆かせている。
生前の名は「薛（シュエ）」と言って宋の幼馴染で姐と慕われていた。実家は宋の家から土地を借りる小作農で、借金のために近隣の金持ちに嫁ぐ際に盗賊に攫われて行方不明となっていた。その際に死亡したため、現在は宋より年下に見える。死亡した際に魂魄の状態で胡と出会っており蘇生が可能と言われたが、拒否して冥府へ旅立った。冥府で知り合った者と家族の縁を結び、平穏に暮らしていたが、宋のわがままによって蘇生する。しかし、彼女自身の立ち位置はすでに冥府にあり、冥府の家族だけではなく多くの知り合いの陳情もあって身体が崩壊を始める。そのことを宋に告げ、彼の供養や祈りによって十分な冥福を得ていたことに感謝して逝った。
菅橙子（チェン・チョンツ）
胡の古馴染の道士。見た目は童女だが、以前の胡が装っていた姿を真似て以来気に入っているだけで正体は不明。宋をからかう時には成人女性の姿になる。胡が冥府から請け負っている仕事に関して警告を与える。基本的にワガママで胡の元に宋が弟子入りしているのが気に入らないらしく、そのために胡との取引材料である「薛の反魂（蘇生）」を果たしてやると持ちかけている（ただし本気でやってやる気があるかは不明）他、胡にダメ出しされた秀梅に手助けを言い出したり、黎との騒ぎの後には半ば強引に弟子にしてしまう。
蘇秀梅（スー・シウメイ）
三清山（サンチンシャン）からやって来た女道士。師を殺した仇「黎子雲」を探して旅している。一通りの術はわきまえているが、実力は今ひとつで、見つけ出した仇に対しても胡から「君では勝てない」と言われてしまう。
黎の騒ぎを経て押し掛け師匠の菅と共に宋の隣室に入居し、宋の親戚・劉の薬屋に務める事になる。
匡（コアン）
冥都中央情報管理局第一録事と名乗る冥吏（冥府の役人）。鬼録の一部が紛失する事件から発生した罪人（記録上死亡している存在）を処分するために胡と契約している。本人曰く「多忙」との事でもっぱら霊媒や分身の姿で現われるため正体不明。胡曰く「西洋かぶれ」でもあり、冥界で洋風喫茶店のオーナーもしている。
事件の真相は碧霞元君一門が善果を積んだ者たちの寿命を先延ばししようと鬼録を処分していたのに乗じて職務の遅れから処分されないまま放置されていた重罪人の鬼録も紛れ込ませ、それを理由に胡を始めとした走無常に処分を丸投げしていた。

### その他の人物
黄旭（ホアン シュイ）
宋たちの住む街で齊善堂と言う薬問屋の主人。以前は薬学に長けたひとかどの道士だったようだが、アヘンの密売や病人を喰い物にして私腹を肥やしていた。白杏を見て胡に取引を持ちかけるが、胡から見れば「お話にならないレベル」で八卦炉によって「丹」に変えられて喰われた。
猴鬼（ホウグイ）
宋の住む土地辺りを担当する下級冥吏。小狡い性格で宋に（生者には）役に立たない路引（冥界内の通行証）を売り付けて小金を稼いだりしている。
黎子雲（リー・ツユン）
死体を乗り換えることで命を長らえる「奪舎法（だっしゃほう/ドウショホア）」を研究していた道士。以前はごく普通に長生を得るための修行をしていたが、天災で自分以外の仲間が死んだ際に奪舎法を使う道士に出会ってその術に取りつかれた様にのめり込んだ。
非合法に手に入れた死体を整形して、他人を実験台にするような真似を繰り返していたが、協力者の干に「極上品の女僵尸」の話を聞き、白杏を狙う。胡・秀梅・菅の三つ巴の争いの末、胡に煉丹されそうになったところを干に喰われる。
干（カン）
黎子雲（リー・ツユン）に協力していた小男。黎が手配した死体の余りモノを喰ったり、魂魄を吸い取る徳利で魂を呑む人外。
胡によると正体は「野干（狐もしくはジャッカル等に象徴される霊獣）」。天狗時代の胡に感化された経緯があり、彼の持つ徳利（蔵魂瓶）も胡が与えたものだった。
姚 金蓮（ヤオ チンレン）
女道士。現在は旅芸人一座の歌い手だが、死亡した兄を生かすために兄に他者の魂魄を喰わせている。全ての行動規範は「兄に優先」し、それ以外はどうでもいいと言う考え方は干も気に入っている。
一座の仲間も道士か人外で姚の指示に従っている。

## 書誌情報
- 熊倉隆敏 『ネクログ』 講談社〈アフタヌーンKC〉、全4巻
  1. 2011年3月23日初版発行、ISBN 978-4-06-310740-1
  2. 2011年8月23日初版発行、ISBN 978-4-06-310768-5
  3. 2012年2月23日初版発行、ISBN 978-4-06-387807-3
  4. 2012年12月21日初版発行、ISBN 978-4-06-387851-6